# 恆河叫姑魚
恆河叫姑魚為輻鰭魚綱鱸形目鱸亞目石首魚科的其中一種，分布於印度恆河流域，體長可達12公分，棲息在溪流，可做為食用魚。